# نظرية جرثومية المرض

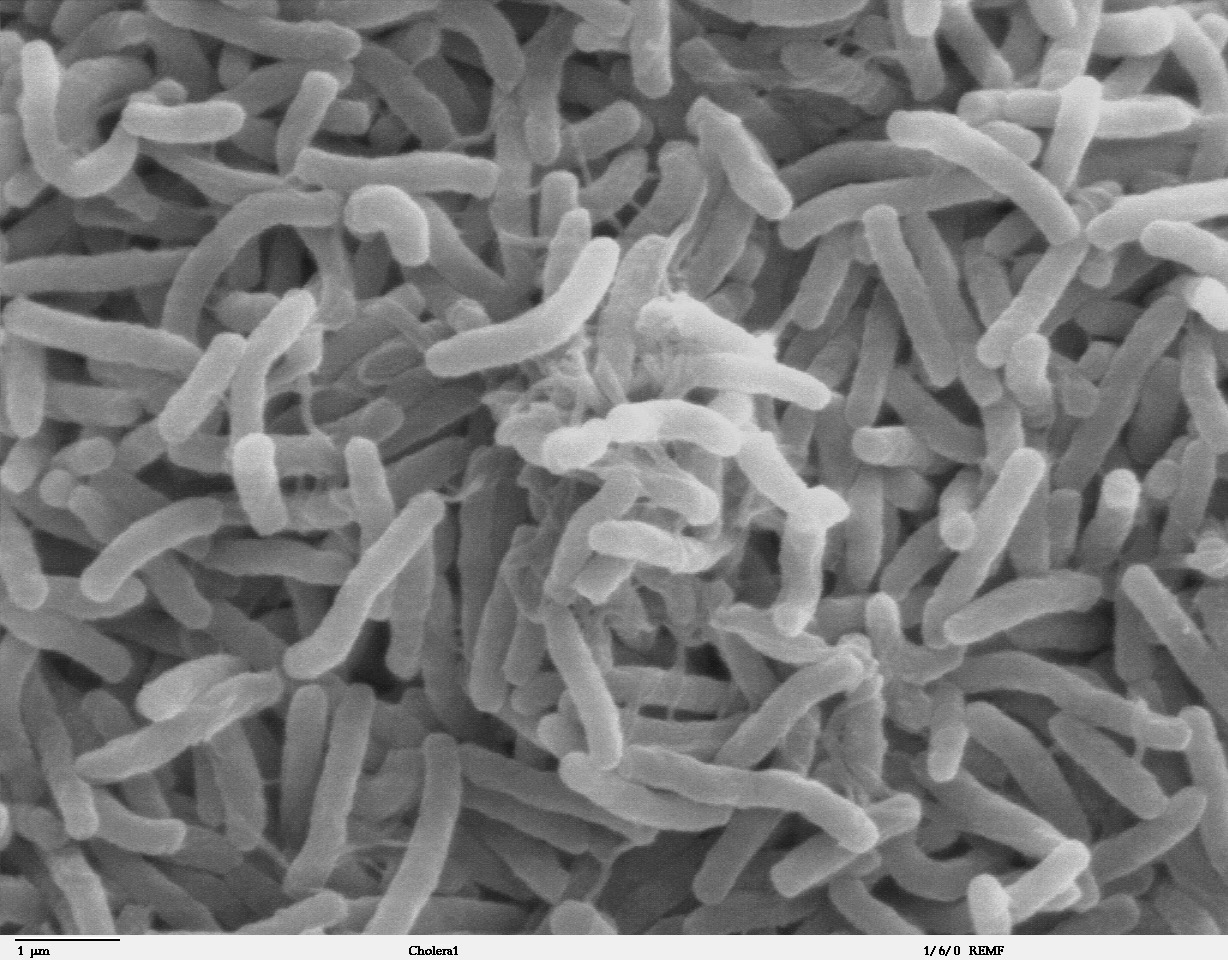
صورة مجهرية إلكترونية ماسحة لبكتيريا Vibrio cholerae، المسببة لمرض الكوليرا.

نظرية جرثومية المرض والتي يطلق عليها أيضًا نظرية مرضية الدواء هي نظرية تفترض أن الميكروبات هي سبب العديد من الأمراض. وعلى الرغم من أن نظرية جرثومية المرض كانت خلافية ومثيرة للجدل عند اقتراحها لأول مرة، إلا أنها النظرية العلمية المقبولة حاليا ومنذ أواخر القرن التاسع عشر وتعد الآن جزءًا أساسيًا من الطب الحديث وعلم الأحياء الدقيقة الإكلينيكي، وقد أثمرت عن ابتكارات عظيمة الأهمية مثل المضادات الحيوية والممارسات الصحية.

## معلومات تاريخية
وفقًا لوجهة النظر التاريخية القديمة، كان المرض متوالدًا ذاتيًا وليس ناشئًا عن الميكروبات التي تنمو وتتزايد بالتكاثر. وتظهر واحدة من أوائل الإشارات الغربية إلى نظرية جرثومية المرض في كتاب عن الزراعة (On Agriculture) لـماركوس ترنتيوس ڤارو (Marcus Terentius Varro) (المنشور في سنة 36 قبل الميلاد)؛ حيث ورد به تحذير من اختيار مكان للمسكن بالقرب من المستنقعات:
«...نظرًا لتوالد بعض المخلوقات الدقيقة التي لا تُرى بالعين المجردة والتي تطفو في الهواء وتدخل الجسم من خلال الفم والأنف وتسبب أمراضًا خطيرة.»
وفي عام 1546، اقترح جيرولامو فراكاسترو (Girolamo Fracastoro) أن الأمراض الوبائية سببها كيانات متنقلة شبيهة بالبذور من الممكن أن تنقل عدوى من خلال التلامس المباشر أو غير المباشر أو حتى دون تلامس عبر المسافات البعيدة. وفي أغلب الأحيان ينسب الفضل إلى العالم الإيطالي أغوستينو باسي (Agostino Bassi) في التوصل إلى نظرية جرثومية المرض لأول مرة استنادًا إلى ملاحظاته حول مرض المُسكاردين الذي يصيب دودة القز. وفي عام 1835، ألقى باسي بمسؤولية موت الحشرات على عامل حي معدٍ مرئي بالعين المجردة كالحشود الجرثومية الغبارية، وقد أُطلق على هذه الفطريات المجهرية بعد ذلك اسم بيوفيريا باسيانا (Beauveria bassiana) تكريمًا له.
أما أول من لاحظ الميكروبات بشكل مباشر فكان أنطوني فان ليفينهوك (Anton van Leeuwenhoek) الذي يعتبر أبو علم الأحياء الدقيقة. وبناءً على أعمال ليفينهوك، ذهب الطبيب نيكولا أندري في عام 1700 إلى أن الميكروبات التي كان يسميها «ديدان» هي المسؤولة عن مرض الجدري وغيره من الأمراض الأخرى. كان إيجنز سيملويس (Ignaz Semmelweis) المجري يعمل كـطبيب توليد في المستشفى العام بفيينا (Allgemeines Krankenhaus) عام 1847 عندما لاحظ الارتفاع الكبير في معدل الوفيات نتيجة حمى النفاس بين النساء اللاتي وضعن أطفالهن في المستشفى بمساعدة الأطباء وطلاب الطب. أما حالات الولادة التي تمت بمعرفة القابلات فكانت آمنة نسبيًا. وبمزيد من البحث والاستقصاء، نجح سيملويس في الربط بين الإصابة بحمى النفاس والفحوص التي يجريها الأطباء للنساء الواضعات ليدرك بعد ذلك أن هؤلاء الأطباء كانوا يأتون عادة من تشريح الجثث مباشرة. وبعد تأكده من أن حمى النفاس مرض معدٍ وأن هناك مادة ما من تشريح الجثث متورطة في تطور هذا المرض، طلب سيملويس من الأطباء غسل أيديهم بماء الليمون المعالج بالكلور قبل فحص النساء الحوامل، ومن ثم انخفض معدل الوفيات بسبب الولادة من نسبة 18% إلى نسبة 2.2% في هذه المستشفى. ورغم ذلك، تعرض هو ونظرياته للهجوم من معظم المؤسسات الطبية بفيينا.
ساهم جون سنو (John Snow) في صياغة نظرية جرثومية المرض عندما تعقب مصدر تفشي وباء الكوليرا في عام 1854 في سوهو، لندن. فقد أظهر التحليل الإحصائي للحالات المصابة أن هذا التفشي لم يكن متسقًا مع نظرية الملاريا التي كانت سائدة في ذلك الوقت. فعلى النقيض من نموذج الملاريا، نجح سنو في تحديد ماء الشرب كوعاء لنقل المرض. واكتشف أن الإصابات حدثت في المنازل التي تحصل على حاجتها من المياه من مضخة برود ستريت (Broad Street pump) التي تقع جغرافيًا في مركز تفشي الوباء.
قدم الطبيب الإيطالي فرانشيسكو ريدي (Francesco Redi) أوائل الأدلة المناقضة لنظرية التوالد الذاتي. فقد ابتدع تجربة جديدة في عام 1668 استخدم فيها ثلاث جرات. ووضع في كل جرة لحم بقطع الخبز وبيضة. وترك إحدى الجرات مفتوحة، بينما أحكم إغلاق الثانية وغطى الثالثة بالشاش. وبعد بضعة أيام، لاحظ أن اللحم بقطع الخبز في الجرة المفتوحة تغطيه اليرقات، وبالنسبة للجرة المغطاة بالشاش، فتوجد يرقات على سطح الشاش. أما بالنسبة للجرة محكمة الغلق، فليس بها أية يرقات من الداخل أو الخارج. كما لاحظ أن اليرقات توجد على الأسطح التي يمكن للذباب الوصول إليها فقط. واستنتج من ذلك أن نظرية التوالد الذاتي ليست معقولة أو جديرة بالتصديق. وساق لوي باستير (Louis Pasteur) في الفترة بين 1860 و1864 المزيد من البراهين على أن التخمر ونمو الميكروبات في المستنبتات لا ينشأ عن التوالد الذاتي. فقام بتعريض حساء مغلي حديثًا للهواء في أوعية تشتمل على فلتر لمنع مرور جميع الذرات إلى داخل المستنبت: وحتى مع عدم وجود أي فلتر، وفي ظل إدخال الهواء عبر أنبوب طويل ملتو، لن تمر أية ذرات غبار. لم ينمُ أي شيء في المستنبت، وبالتالي فإن الكائنات الحية التي نمت في مثل هذه المستنبتات أتت من الخارج، مثل الجراثيم الموجودة في الغبار، ولم تتوالد داخل المستنبت.
في السبعينيات من القرن التاسع عشر، لعب جوزف ليستر (Joseph Lister) دورًا مساعدًا في وضع تطبيقات عملية لنظرية جرثومية المرض فيما يتعلق بالتقنيات الجراحية.
كان روبرت كوخ (Robert Koch) أول عالم يبتكر سلسلة من الاختبارات التي تُستخدم لتقييم نظرية جرثومية المرض. ونُشرت فرضيات كوخ في عام 1890 واشتقت من أعماله البراهين التي تثبت أن الجمرة الخبيثة سببها بكتيريا عصوية جمرية. ولا تزال هذه الفرضيات تُستخدم إلى يومنا هذا للمساعدة في تحديد ما إذا كان سبب أي مرض تم اكتشافه حديثًا هو ميكروب ما.